# Azarías H. Pallais
Azarías H. Pallais, bautizado con el nombre Azarías de Jesús Henry Pallais (León, 3 de noviembre de 1884 - 6 de septiembre de 1954), fue un poeta, sacerdote y humanista nicaragüense, perteneciente al grupo del Vanguardismo.

## Biografía
Nació en León, Nicaragua, el 3 de noviembre de 1884. Ya que su apellido es de origen francés, se pronuncia 'Palé'. Sus padres eran el Doctor Santiago Desiderio Pallais (hijo de Henri Pallais, judío francés) y Doña Rafaela Bermúdez Jerez (sobrina de Máximo Jerez). Cursó su educación primaria en el Seminario Conciliar de San Ramón en León y los estudios secundarios en el Instituto Nacional de Occidente.
Fue ordenado Diácono el 25 de diciembre de 1907. El 4 de julio de 1908 recibe su Título como Licenciado en Derecho Canónico por el Arzobispo de París y el 14 es ordenado sacerdote. Estudió en la Universidad de Lovaina (Bélgica) Durante alguno de los viajes del “Príncipe de las Letras Castellanas” (Rubén Darío) se conocieron, descubriendo Darío el intelecto de Pallais; tras la muerte de Rubén Darío, el sacerdote dio un memorable discurso en los funerales. Aprendió el griego, latín y el hebreo según datos recopilados por sus estudiosos. 
En León promovió la acción social fundando la Asociación El Agape de Tarsicio, publica la Revista El Surco. 
Durante un viaje a San Salvador se le otorga el doctorado Honoris Causa, es criticado y calificado de “inconsciente e irresponsable” por su posición ante las situaciones sociales por el Arzobispo Núñez y Argumeo, Pallais reacciona dedicándole un poema, pero con la particularidad de nunca nombrarle directamente. 
En 1953 la Universidad Nacional de Nicaragua había decidido otorgarle el doctorado Honoris Causa, él se prepara y a última hora la Universidad cambia de decisión y se lo otorgó al Embajador Norteamericano. Protestan por tal insulto hacia la persona del Padre Pallais, y sus amigos en desagravio por el suceso, le rindieron homenaje en León, participando en el acto el poeta jesuita Ángel Martínez Baigorri.

## Fallecimiento
Falleció en el Hospital San Vicente de León, el 6 de septiembre de 1954 a los 69 años de edad. Mientras se dirigía a Corinto en tren, sufre un ataque de apendicitis, después de haberse restablecido de la cirugía. Su descenso fue en el ambiente en que vivió, con la pobreza franciscana que profesó, fue sepultado en Corinto por petición suya durante su vida.

## Su estilo
Su literatura esta llena de simbolismo y misticismo, una marcada tendencia a retomar como influencia las Sagradas Escrituras y los Libros de las Horas propias del estilo religioso de su tiempo, es también marcada la tendencia de su personalidad a ser “rebelde y constestario” al pensar y opinar a favor de la Teología de la Liberación; con este estilo bien marcado, criticó a las clase política de entonces (Conservadora y Liberal).  escritores nicaragüenses Pablo Antonio Cuadra y Ernesto Cardenal ven en él al precursor del Vanguardismo religioso y literario. El movimiento Vanguardista le impuso el Título de Capellán.
Su principal obra la publica en 1928 titulada Bello Tono Menor. De 1930 a 1936 publicó en diferentes periódicos de la época lo que el llamó sus “Glosas” que según el poeta Pablo Antonio Cuadra es “una de las formas más originales y bellas en que se ha expresado la literatura nicaragüense”. 

### Sus libros
Palabras evangelizadas
La voz de Azarías H. Pallais: antología poética
Caminos

### Poemas
- A la sombra del agua (1917)
- Espumas y Estrellas (1919)
- Caminos (1931)
- Bello Tono Menor (1928)
- Epístola Católica a Rafael Arévalo Martínez (1947)
- Piraterías o Caminos que están por debajo de la historia (1951)
- Antología (1963)
- Obras completas. Tomo I (1979)
- En los bellos caminos del silencio (1984)

### Prosas
- El libro de las palabras evangelizadas (1927)
- El Padre Pallais y sus Glosas (1979) Compilación de J.J. Minguez.